# Tzomet
Tzomet (Ebraico צומת, lett. Incrocio) è un partito secolare di destra israeliano.

## Ideologia
Il partito è stato uno dei primi a sostenere la cosiddetta linea politica della "pace in cambio di pace", slogan che oggi è usato da tutti i partiti e movimenti politici israeliani di destra che indicano la linea della pace con  gli arabi in cambio solo di pace, vale a dire senza alcuna restituzione dei territori occupati dopo la Guerra dei Sei giorni del 1967.
Il partito, a differenza dei partiti religiosi di destra, sostiene la separazione tra religione e Stato.

## Storia
Il partito è stato fondato dal Generale Rafael Eitan nel 1983, dopo il suo congedo dalle forze armate israeliane, in cui era diventato nel 1982 Capo di Stato Maggiore. Il partito intendeva essere una formazione secolare, conservatrice, con una forte componente di agricoltori, tanto più che proprio fra essi militavano numerose organizzazioni oltranziste di coloni, il Gush Emunim innanzi tutte. Molti dei componenti dello Tzomet e del MK erano vicini di Eitan a Tel Adashim (una piccola comunità di agricoltori). Tzomet partecipò alle elezioni legislative del 1984 in una lista comune col partito Tehiya (nato nel 1979 per contrastare gli Accordi di Camp David dell'anno precedente, che avevano posto fine all'ostilità ultradecennale con l'Egitto) ed Eitan risultò eletto come unico loro rappresentante alla Knesset. Tzomet e il Tehiya si separarono nel 1987 e Tzomet partecipò da solo, l'anno dopo, alle nuove elezioni legislative, guadagnando due seggi. Il partito entrò nel governo formato da Yitzhak Shamir nel 1990 ed Eitan fu nominato ministro dell'Agricoltura. Tuttavia il partito abbandonò la coalizione governativa nel dicembre 1991 in segno di protesta per la partecipazione di Shamir alla Conferenza di Madrid del 1991.
Nelle elezioni legislative del 1992 Tzomet guadagnò otto seggi, ma i suoi parlamentari non furono (comprensibilmente) inclusi nella coalizione governativa di centro-sinistra. Il successo del partito coincise quasi con il suo fallimento. Nessuno dei deputati aveva alcuna esperienza politica e molti erano del tutto sconosciuti. Una battuta di spirito dell'epoca descriveva il partito come "Raful e i sette nani". Vennero portate alla conoscenza alla luce dell'opinione pubblica accuse sui metodi alquanto spicci e autoritari dell'ex militare e tre membri - Gonen Segev, Esther Salmovitz e Alex Goldfarb - abbandonarono il partito  fondando il partito Yiud (che si fuse poi col partito Atid). I tre parlamentari abbandonarono Tzomet perché a Segev fu offerto il posto di ministro dell'Energia da Yitzhak Rabin se avesse votato a favore degli Accordi di Oslo, che Tzomet invece avversava, e che non sarebbero passati alla Knesset senza quel voto "comprato".
Tutto ciò ridusse la popolarità relativa del partito e nelle elezioni legislative del 1996 Tzomet optò per presentarsi in una lista comune con il Likud e il Gesher, sotto l'etichetta "Lista del Campo nazionale" (in riferimento agli accordi di Camp David). A Tzomet furono assicurati vari posti di relativo rilievo nella Lista, in parte come riconoscimento della candidatura a Primo ministro ritirata da Eitan - le elezioni del 1996 furono le prime "a doppia tornata", un voto per la Knesset e uno per il Primo Ministro. Tre candidati dello Tzomet furono votati per la Knesset, sebbene uno di loro, Moshe Peled, rompesse subito col partito per dar vita al suo movimento partitico, Mekhora, che poi raggiunse il Moledet.
Nelle elezioni legislative del 1999 Tzomet si presentò da solo per la Knesset. Tuttavia aveva a quel punto perduto qualsiasi sostegno politico ed ebbe solo 4.128 voti, meno dell'1,0% dei votanti, senza poter quindi superare la soglia di sbarramento dell'1,5%. Dopo questa sconfitta umiliante, Eitan si ritirò dalla vita politica.
Il partito continuò nondimeno a esistere e si presentò alle elezioni legislative del 2003, a quelle del 2006 e a quelle del 2009 ma ebbe rispettivamente appena 2.023, 1.342 e 1.520 voti, non superando perciò la prevista soglia di sbarramento, necessaria per entrare nella Knesset.

## Parlamentari della Knesset
| Knesset (MKs)                          | Membri della Knesset |
| -------------------------------------- | --- |
| 11ª elezione legislativa (1984) (1)    | Rafael Eitan |
| 12ª elezione legislativa (1988) (2)    | Rafael Eitan, Yoash Tzidon |
| 13ª elezione legislativa (1992) (8 –3) | Pini Badash, Haim Dayan, Rafael Eitan, Moshe Peled, Eliezer Sandberg – Alex Goldfarb, Esther Salmovitz, Gonen Segev (passato al partito Yiud) |
| 14ª elezione legislativa (1996) (3 –1) | Haim Dayan, Rafael Eitan – Moshe Peled (passato al partito Mekhora)                                                                           |